# South Golden Valley, Bắc Dakota
South Golden Valley là một lãnh thổ chưa tổ chức thuộc quận Golden Valley, tiểu bang Bắc Dakota, Hoa Kỳ. Năm 2010, dân số của xã này là 15 người.